# Lepidosperma forsythii
Lepidosperma forsythii är en halvgräsart som beskrevs av A.A.Ham. Lepidosperma forsythii ingår i släktet Lepidosperma och familjen halvgräs. Inga underarter finns listade i Catalogue of Life.